# Akira Konno
Akira Konno (jap. 今野 章, Konno Akira; * 12. September 1974 in der Präfektur Iwate) ist ein ehemaliger japanischer Fußballspieler.

## Karriere
Konno erlernte das Fußballspielen in der Schulmannschaft der Ofunato High School und der Universitätsmannschaft der Kokushikan-Universität. Seinen ersten Vertrag unterschrieb er 1997 bei Júbilo Iwata. Der Verein spielte in der höchsten Liga des Landes, der J1 League. Mit dem Verein wurde er 1997 und 1999 japanischer Meister. 1998 gewann er mit dem Verein den J.League Cup. Für den Verein absolvierte er fünf Erstligaspiele. 2000 wechselte er zum Ligakonkurrenten Kawasaki Frontale. 2001 erreichte er das Finale des J.League Cup. Am Ende der Saison 2000 stieg der Verein in die J2 League ab. 2004 wurde er mit dem Verein Meister der J2 League und stieg wieder in die J1 League auf. 2006 wurde er mit dem Verein Vizemeister der J1 League. Für den Verein absolvierte er 158 Spiele. Ende 2006 beendete er seine Karriere als Fußballspieler.

## Erfolge
Júbilo Iwata
- J1 League

Meister: 1997, 1999
Vizemeister: 1998
- J.League Cup

Sieger: 1998
Finalist: 1997
Kawasaki Frontale
- J1 League

Vizemeister: 2006
- J.League Cup

Finalist: 2000